# Il mio vescovo e le animalesse
Il mio vescovo e le animalesse è un romanzo scritto da Gianni Brera nel 1983.
Racconta la vita di Antonio Rovati, vescovo di Pavia, il cui parente fu indagato di duplice omicidio di due piccoli bambini.

## Edizioni
- Gianni Brera, Il mio vescovo e le animalesse, Dalai Editore, 1997, ISBN 9788885988804.
- Gianni Brera, Il mio vescovo e le animalesse, Book Time, 2009, ISBN 9788862181440.
- Gianni Brera, Il mio vescovo e le animalesse, La Vita Felice, 2013, ISBN 9788862185028.